# ФК Хајдук Стапар сезона 1958/59
ФК Хајдук Стапар сезона 1958/59. обухвата све резултате и остале информације везане за наступ стапарског фудбалског клуба у сезони 1958/59. 
Клуб је у овој сезони поново вратио старо име "Хајдук".

## Резултати

### Табела
| Место | Клуб                | мечева | победа | нерешених | пораза | гол разлика | бодова |
| ----- | ------------------- | ------ | ------ | --------- | ------ | ----------- | ------ |
| 1     | ФК Раднички Ратково | 18     | 11     | 3         | 4      | +17         | 25     |
| 2     | ФК Хајдук Стапар    | 18     | 10     | 3         | 5      | +31         | 23     |
| 3     | ФК Металац Сомбор   | 18     | 10     | 3         | 5      | +32         | 23     |